# Pjesma Eurovizije 1987.
Eurovizija 1987. je bila 32. Eurovizija. Održana je 9. svibnja 1987. u belgijskom Bruxellesu, nakon pobjede Sandre Kim prethodne godine. Voditeljica je bila belgijska pjevačica Viktor Lazlo. Irac Johnny Logan je bio pobjednik ove Eurovizije s pjesmom "Hold Me Now", čime je postao prvi pjevač s dvjema eurovizijskim pobjedama, jer je pobijedio i 1980. s What's Another Year.

## Rezultati
| Broj | Zemlja                 | Jezik       | Pjevač                         | Pjesma                                   | Pozicija | Bodovi |
| ---- | ---------------------- | ----------- | ------------------------------ | ---------------------------------------- | -------- | ------ |
| 1    | Norveška               | norveški    | Kate Gulbrandsen               | "Mitt liv"                               | 9        | 65     |
| 2    | Izrael                 | hebrejski   | Datner & Kushnir               | "Shir Habatlanim"                        | 8        | 73     |
| 3    | Austrija               | njemački    | Gary Lux                       | "Nur noch Gefühl"                        | 20       | 8      |
| 4    | Island                 | islandski   | Halla Margrét                  | "Hægt og hljótt"                         | 16       | 28     |
| 5    | Belgija                | nizozemski  | Liliane Saint-Pierre           | "Soldiers of Love"                       | 11       | 56     |
| 6    | Švedska                | švedski     | Lotta Engberg                  | "Boogaloo"                               | 12       | 50     |
| 7    | Italija                | talijanski  | Umberto Tozzi & Raf            | "Gente di mare"                          | 3        | 103    |
| 8    | Portugal               | portugalski | Nevada                         | "Neste barco à vela"                     | 18       | 15     |
| 9    | Španjolska             | španjolski  | Patricia Kraus                 | "No estás solo"                          | 19       | 10     |
| 10   | Turska                 | turski      | Seyyal Taner & Locomotif       | "Şarkım Sevgi Üstüne"                    | 22       | 0      |
| 11   | Grčka                  | grčki       | Bang                           | "Stop" (Στοπ)                            | 10       | 64     |
| 12   | Nizozemska             | nizozemski  | Marcha                         | "Rechtop in de wind"                     | 5        | 83     |
| 13   | Luksemburg             | francuski   | Plastic Bertrand               | "Amour Amour"                            | 21       | 4      |
| 14   | Ujedinjeno Kraljevstvo | engleski    | Rikki                          | "Only the Light"                         | 13       | 47     |
| 15   | Francuska              | francuski   | Christine Minier               | "Les mots d'amour n'ont pas de dimanche" | 14       | 44     |
| 16   | Njemačka               | njemački    | Wind                           | "Laß die Sonne in dein Herz"             | 2        | 141    |
| 17   | Cipar                  | grčki       | Alexia                         | "Aspro Mavro" (Άσπρο-μαύρο)              | 7        | 80     |
| 18   | Finska                 | finski      | Vicky Rosti & Boulevard        | "Sata salamaa"                           | 15       | 32     |
| 19   | Danska                 | danski      | Anne-Cathrine Herdorf & Bandjo | "En lille melodi"                        | 5        | 83     |
| 20   | Irska                  | engleski    | Johnny Logan                   | "Hold Me Now"                            | 1        | 172    |
| 21   | Jugoslavija            | hrvatski    | Novi Fosili                    | "Ja sam za ples"                         | 4        | 92     |
| 22   | Švicarska              | francuski   | Carol Rich                     | "Moitié, moitié"                         | 17       | 26     |

| Pjesma Eurovizije | Pjesma Eurovizije |
| --- | ----------------- |
| |                   |
| 01956. • 1957. • 1958. • 1959. • 1960. 1961. • 1962. • 1963. • 1964. • 1965. • 1966. • 1967. • 1968. • 1969. • 1970. 1971. • 1972. • 1973. • 1974. • 1975. • 1976. • 1977. • 1978. • 1979. • 1980. 1981. • 1982. • 1983. • 1984. • 1985. • 1986. • 1987. • 1988. • 1989. • 1990. 1991. • 1992. • 1993. • 1994. • 1995. • 1996. • 1997. • 1998. • 1999. • 2000. 2001. • 2002. • 2003. • 2004. • 2005. • 2006. • 2007. • 2008. • 2009. • 2010. 2011. • 2012. • 2013. • 2014. • 2015. • 2016. • 2017. • 2018. • 2019. • 2020. 2021. • 2022. • 2023. • 2024. • 2025. |                   |

| Pjesma Eurovizije | Pjesma Eurovizije |
| --- | ----------------- |
| |                   |
| 01956. • 1957. • 1958. • 1959. • 1960. 1961. • 1962. • 1963. • 1964. • 1965. • 1966. • 1967. • 1968. • 1969. • 1970. 1971. • 1972. • 1973. • 1974. • 1975. • 1976. • 1977. • 1978. • 1979. • 1980. 1981. • 1982. • 1983. • 1984. • 1985. • 1986. • 1987. • 1988. • 1989. • 1990. 1991. • 1992. • 1993. • 1994. • 1995. • 1996. • 1997. • 1998. • 1999. • 2000. 2001. • 2002. • 2003. • 2004. • 2005. • 2006. • 2007. • 2008. • 2009. • 2010. 2011. • 2012. • 2013. • 2014. • 2015. • 2016. • 2017. • 2018. • 2019. • 2020. 2021. • 2022. • 2023. • 2024. • 2025. |                   |